# Metaphorura
Genre
Metaphorura est un genre de collemboles de la famille des Tullbergiidae.

## Liste des espèces
Selon Checklist of the Collembola of the World (version du 16 septembre 2019) :
- Metaphorura affinis (Börner, 1902)
- Metaphorura bipartita (Handschin, 1920)
- Metaphorura denisi Simón Benito, 1985
- Metaphorura ellisi Simón Benito, 1985
- Metaphorura incisa (Bonet, 1944)
- Metaphorura knowltoni (Wray, 1950)
- Metaphorura motuoensis Bu & Gao, 2017
- Metaphorura orestia Pomorski, Skarzynski & Kaprus, 1998
- Metaphorura riozoi Castaño-Meneses, Palacios-Vargas & Traser, 2000
- Metaphorura triacantha (Börner, 1901)

## Publication originale
- Stach, 1954 : The Apterygotan fauna of Poland in relation to the world-fauna of this group of insects, Family: Onchyiuridae. Polska Akademia Nauk, Instytut Zoologiczny p. 1-219